# Hangikjot

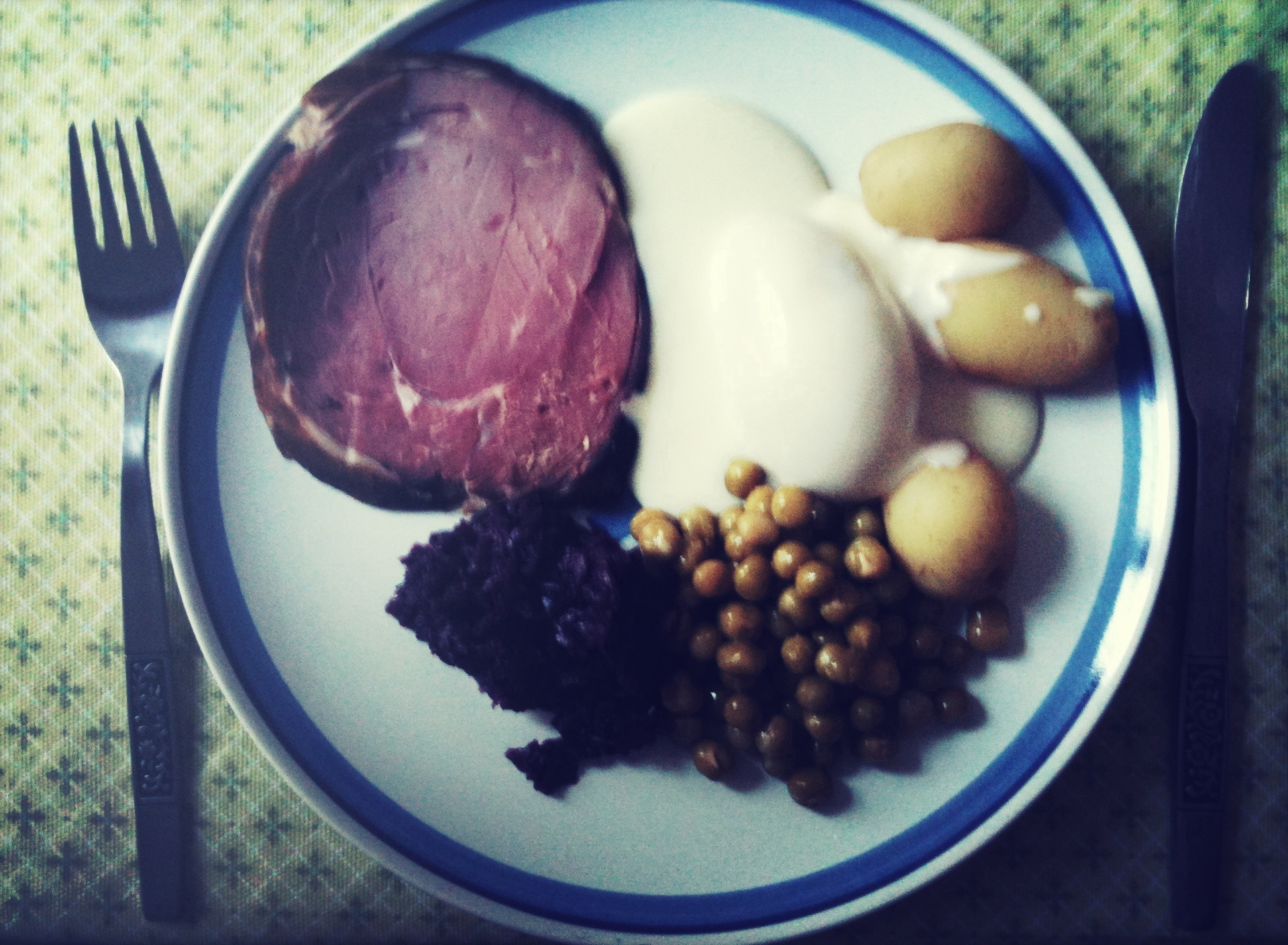
Hangikjot con papas con salsa bechamel y arvejas.

El hangikjot (islandés lit. "carne colgada") es un platillo tradicional festivo en Islandia, que se sirve en Navidad.

## Etimología e historia
Este platillo islandés de carne de cordero, oveja o caballo ahumada por lo general se hierve y se sirve caliente o frío acompañado de papas con salsa bechamel y arvejas, o como finas tajas con pan como un flatkaka, rúgbrauð o laufabrauð. Su nombre proviene de una antigua tradición de ahumar los alimentos colgándolos del techo en un cobertizo para ahumar, para  conservarlos.
A veces, hay trozos de cordel en la carne, los cuales se han usado para comprimirla y contenerla mientras se la ahúma; estos cordeles se retiran para servir la carne.
Existen varios tipos de hangikjöt. La carne puede provenir de distintas parte de la oveja, pero la más común son las patas traseras. Muchos consideran que el mejor manjar es una pata completa con su hueso con una capa adecuada de grasa, si bien otras personas prefieren la parte de la paleta hecha un rollo o desean que se quite la mayor parte de la grasa.

## Variedad comercial
Recientemente se ha comenzado a comercializar otros tipos tales como tvíreykt ("ahumado dos veces") hangikjöt, o sea cordero u oveja que ha sido ahumado durante un periodo de tiempo más largo y que se asemeja más al hangikjöt tradicional que a menudo colgaba por encima del fuego de la cocina por meses. El mismo por lo general es servido crudo en tajadas delgadas, a veces de manera similar al prosciutto italiano, con melón. El hangikjöt comercial moderno generalmente es ahumado muy poco. Los dos tipos principales son o bien ahumados con abedul de Islandia o bosta seca de oveja.